# Bagnone
Bagnone ist eine italienische Gemeinde mit 1658 Einwohnern (Stand 31. Dezember 2023) in der Provinz Massa-Carrara in der Toskana. Die Gemeinde liegt etwa 45 Kilometer nördlich der Provinzhauptstadt Massa. Das Dorf Bagnone befindet sich in einem engen Tal, umgeben von Eichen und Kiefern.
Sehenswürdigkeiten des Dorfes sind z. B. die alte Burg der Familie Malaspina mit ihrem Bergfried, die im 13. Jahrhundert erstanden ist. In der Burgkapelle liegt der Chronist Antonio da Faye begraben.
1904 wurde auf einem Acker bei Bagnone ein Eisenmeteorit vom Typ IIIAB gefunden. Mit einem Gewicht von etwa 48 Kilogramm ist er der schwerste Eisenmeteorit Italiens.
Im August 2009 war das Dorf vermehrt Thema in den Medien, da ein Dorfbewohner einen Rekord-Lottojackpot von knapp 147 Millionen Euro gewann. Infolgedessen strömten zahlreiche Touristen nach Bagnone, um die Bar zu besichtigen, in der der Tippschein des Gewinners abgegeben wurde.